# C/1964 N1
C/1964 N1 (Ikeya)又稱為1964f，是一顆長週期彗星，由日本業餘天文學家池谷薰於1964年7月3日發現。這顆彗星最後一次通過近日點是在1964年8月1日，當時視星等達到2.7等。

## 觀測歷史
日本業餘天文學家池谷薰於1964年7月3日發現這顆彗星，是繼C/1963 A1之後池谷薰發現的第二顆彗星。這顆彗星出現於早晨天空中，位於金牛座畢宿星團，估計視星等為8等。彗星當時正向東南方向移動。
彗星在七月變得更加明亮，7月19日桌山天文台（Table Mountain Observatory）的吉姆·楊用肉眼觀測到了彗星。彗星於1964年8月1日到達近日點。8 月6日，當彗星經過參宿七附近1-2°時，肉眼可見。此後，由於處於晨曦中，因此很難進行觀察。彗星與地球最近距離的發生在8月12日，距離約為 0.2天文單位（3000萬公里；1900萬英里），太陽距角為31°。8月15日，澳洲的S. Archer報告稱，這顆彗星的視星等為2.8等，彗尾長 4.5度。這顆彗星在8月下旬在北半球的夜空中顯現，位於地平線附近的低空，並且已經明顯變暗 。
9月2日，這顆彗星的視星等估計為6.5等，到9月12日則變暗為8.5等。這顆彗星最後一次被觀測是在1964年10月7日，當時亮度為10.4等。